# سیارک ۴۶۸۵
سیارک ۴۶۸۵ (به انگلیسی: 4685 Karetnikov، نامگذاری: 1978SP6) چهار هزار و ششصد و هشتاد و پنجمین سیارک کشف شده‌است که در ۲۷ سپتامبر ۱۹۷۸ کشف شد.
قدر مطلق سیارک برابر ۱۲٫۵۰ است.